# Jaroslav Prášil (textilní výtvarník)
Jaroslav Prášil (* 26. května 1946 Ústí nad Labem) je sklářský výtvarník, grafik, malíř, textilní výtvarník a vysokoškolský pedagog.

## Životopis
Jaroslav Prášil strávil část dětství v podhůří Orlických hor a byl ovlivněn zdejší tradicí zpracování lnu. V letech 1960–1964 absolvoval Střední uměleckoprůmyslovou školu sklářskou v Železném Brodu a poté v letech 1967–1970 studoval na Vysoké škole uměleckoprůmyslové v Praze ve sklářském ateliéru prof. Stanislava Libenského. Zároveň navštěvoval sousední ateliér textilních technik Antonína Kybala a vyučil se paličkování u Marie Vaňkové-Kuchyňkové. Jako samouk zvládl také pletení výrobků z vrbových prutů.
Od roku 1975 vedl katedru výtvarné výchovy Pedagogické fakulty Univerzity J. E. Purkyně v Ústí nad Labem, poté působil v Institutu výtvarné výchovy vytvořeném při této fakultě v roce 1993. Institut výtvarné výchovy byl roku 2000 transformován v samostatnou Fakultu užitého umění a designu Univerzity J. E. Purkyně, kde vede ateliér přírodních materiálů. Prof. ak. mal. Jaroslav Prášil je členem Umělecké rady fakulty.
Zúčastnil se prvního i druhého bienále české krajky ve Vamberku a bienále krajky v Sansepolrcu v Itálii (1994), sympozia Žaraka v Novém Městě nad Metují (1996) a sympozia Inspirace v Gdynii v Polsku (2000).
Jeho jmenovec Jaroslav Prášil (* 1949) je šperkař, zlatník, restaurátor a dlouholetý pedagog na Střední uměleckoprůmyslové škole v Turnově.

### Ocenění
- 1974 Stříbrná medaile, Mezinárodní výstava bižuterie, Jablonec nad Nisou
- 1980 cena na 5. mezinárodní výstavě šperku, Pforzheim
- 1987 Zlataá medaile a bavorská státní cena, Mnichov
- 1987 Čestné uznání, Mezinárodní výstava bižuterie, Jablonec nad Nisou
- 1994 Stříbrná medaile, VI. Bienále krajky, Sansepolcro, Itálie
- 2002 Bronzová palička, 1. bienále krajky ve Vamberku

## Dílo

#### Sklo, malba, grafika
Po absolvování VŠUP se věnoval grafice, malbě a skleněným vitrážím. Roku 1974 vytvořil skleněnou reklamní vitráž pro PMP Trizon Teplice, 1976–1977 předělovací stěnu pro menzu Pedagogické fakulty v Ústí nad Labem, 1982 výzdobu rektorátu ČVUT v Praze, 1986 vitráž pro bývalý Dům techniky a služeb v Ústí nad Labem. Kromě toho vytváří originální verze tradičních vánočních ozdob ze skleněných perliček a tyčinek.
V grafice užívá převážně techniku suché jehly. Typická je pro něj svěží barevnost s převažující červenou, doplněnou jemnými odstíny hnědé. I v grafice autor prezentuje svůj silný vztah k přírodě a ke kořenům života obecně.

### Šperky
Už jako student se zajímal o původní lidové techniky zpracování lnu a koupil si vlastní kolovrat. Nakonec zvládl celý proces zpracování lnu od jeho pěstování, odsemenění, rosení, lámání, vyčesávání a spřádání na kolovratu až po paličkování a výrobu netradičních šperků. Lidová řemeslná tvorba, která spojuje technickou kvalitu s estetickou a užitnou hodnotou je pro něj trvalou inspirací. Na své chalupě shromáždil sbírku předmětů, které se týkají hlavně technologie zpracování lnu: různé vochlice, trdlice, kolovraty a cepy nebo pletené zboží. Tam vznikají především jeho grafické listy nebo textilní šperky.
Do svých paličkovaných šperků vkládá skleněné perličky, dřevo, kameny nebo kost. Struktura jeho náramků v mnohém připomíná konstrukce stříbrných šperků Antona Cepky, se kterým společně vystavoval v zahraničí a získal zde řadu ocenění. Základ jeho šperků tvoří plátnová vazba tkaná z režného lnu, kterou přerušují geometrické ornamenty, obvykle v odstínech růžové, červené nebo modré barvy, někdy ve spojení se zlatou nebo stříbrnou nití. Některé šperky jsou zdobeny skleněnými korálky. Moderní vzhled šperků vytváří různá tloušťka ručně spřádaného lněného vlákna i hravá a perfektně vyvážená barevnost.
Textilní šperk je svébytný obor, který většinou stojí mimo hlavní proudy šperkařství. Pohlíží se na něj jako na oděvní doplněk a bývá vystavován samostatně s jinými díly textilního výtvarnictví. Průkopnicí byla Marie Vaňková-Kuchynková, která v 60. letech tvořila rozměrné kompozice z přírodních režných nití jako závěsné dekorace do architektury.

### Zastoupení ve sbírkách
- Uměleckoprůmyslové muzeum v Praze
- Muzeum skla a bižuterie Jablonec nad Nisou
- Severočeská galerie výtvarného umění v Litoměřicích
- Oblastní galerie v Liberci
- Okresní muzeum Sokolov
- Galerie Am Graben, Vídeň

### Výstavy

#### Autorské (výběr)
- 1974 Jaroslav Prášil, Pavel Mizera: Sochy, obrazy, Jednotný klub pracujících, Šluknov
- 1977 Jaroslav Prášil: Obrazy, Malá výstavní síň, Liberec
- 1977 Michael Bílek, Jaroslav Prášil, Malá výstavní síň, Liberec
- 1985 Jaroslav Prášil: Suché jehly z let 1979–84, Oblastní galerie Liberec
- 1986 Jaroslav Prášil: Textilní šperk, grafika, Okresní vlastivědné muzeum, Česká Lípa
- 1990 Jaroslav Prášil: Grafika, šperk, Výstavní síň Emila Filly, Ústí nad Labem
- 1992 Jaroslav Prášil: Šperk, grafika, Výstavní síň Emila Filly, Ústí nad Labem
- 1997/198 Jaroslav Prášil: Obrazy, šperky, grafiky, Galerie moderního umění, Roudnice nad Labem
- 2004 Jaroslav Prášil: Cenné papíry – šperky, Kulturní centrum Kaskáda, Bílina
- 2009 Jaroslav Prášil: Přítomnost paměti, Severočeská galerie výtvarného umění v Litoměřicích
- 2011 Jaroslav Prášil: Grafika, národopisná expozice Běliště Městského muzea Železný Brod
- 2014 Jaroslav Prášil: Love, galerie sam83, Česká Bříza[13]
- 2015 Blíženci (Miloš Michálek, Jaroslav Prášil), Galerie Josefa Lieslera, Kadaň
- 2016 Jaroslav Prášil: Okolo bukového stolu (retrospektiva), Dům umění Ústí nad Labem[14]
- 2018/2019 Jaroslav Prášil: Jemná matérie, Topičův salon, Praha[15][16]
- 2019 Jaroslav Prášil – Radosti, Muzeum v přírodě Zubrnice[17]

#### Kolektivní (výběr)
- 1968 UMPRUM 1968, Galerie Fronta, Praha
- 1974 Mezinárodní výstava bižuterie Jablonec nad Nisou
- 1977 Mezinárodní výstava bižuterie Jablonec nad Nisou
- 1977 Schmuck ´77 – Tendenzen, Schmuckmuseum Pforzheim
- 1977 Umělecké sklo 1977. Oborová přehlídka současné sklářské tvorby, Praha
- 1980 Mezinárodní výstava bižuterie Jablonec nad Nisou
- 1980 Schmuck international 1900–1980, Vídeň
- 1980 5. mezinárodní soutěž uměleckého šperku, Schmuckmuseum Pforzheim
- 1981 Soudobý český šperk, GVU Cheb
- 1981 Přehlídka tvorby mladých současných výtvarných umělců, Oblastní galerie Liberec, Krajské kulturní středisko, Ústí nad Labem
- 1982/1983 Arte Aplicado Checoslovaco (Miniaturas de Vidrio, Ceramica, Textil y Joyas), Museo de Artes Decorativas, Havana, Museo de ambiente histórico cubano, Santiago de Cuba
- 1983 Mezinárodní výstava šperku, Tokio
- 1983 Súčasný československý umelecký šperk, Galéria Miloša Alexandra Bazovského v Trenčíne
- 1983 Český šperk 1963–1983, Středočeské muzeum, Roztoky
- 1984 Tvorba členů Katedry výtvarné výchovy Pedagogické fakulty v Ústí nad Labem, Výstavní a koncertní síň Bedřicha Smetany, Ústí nad Labem
- 1985 Sto let českého užitého umění: České užité umění 1885–1985 ze sbírek Uměleckoprůmyslového muzea v Praze k stému výročí založení muzea, Uměleckoprůmyslové museum, Praha
- 1990 45 let výtvarného umění Severních Čech 1945–1990, Severočeská galerie výtvarného umění v Litoměřicích
- 1993 Inter-Kontak-Grafik – Praha ´93, Mánes, Praha
- 1994 Pocta Jiřímu Johnovi, Výstavní síň Emila Filly, Ústí nad Labem
- 1995/1996 Prostory časů, Galerie Půda v budově PdF UP, Olomouc
- 1997 Okresní formát, Výstavní síň Emila Filly, Ústí nad Labem
- 1999 Umění pro nemocnici, Galerie Václava Špály, Praha
- 1999 II. nový zlínský salon, Zlín (Zlín), Zlín (Zlín)
- 2000 Devadesátka pokračuje, Muzeum města Ústí nad Labem, Objekt ČNB, Ústí nad Labem
- 2006/2007 Pardálové, Galerie Emila Filly, Ústí nad Labem
- 2007 2. salon autorského šperku, Galerie U prstenu, Praha
- 2008/2009 Obraz, komunikace, styl, funkce, koncept, Veletržní palác, Praha
- 2016 Materiálový experiment, Topičův salon, Praha
- 2016 Okolo bukového stolu, Dům umění Ústí nad Labem
- 2020 Poutník, jenž se vrací / The pilgrim who returns, Kostel Zvěstování Panny Marie, Litoměřice

### Diplomové práce
- Romana Siebenbürgerová, Textilní šperk, bak. práce, PedF MUNI, Brno 2011 on-line
- Jana Maršíková, Šperk z netradičních materiálů, PedF UK Praha 2008 on-line

### Katalogy

#### Autorské
- Jaroslav Prášil, Pavel Mizera: Sochy, obrazy, Jednotný klub pracujících 1974
- Jan Škvára: Michael Bílek, Jaroslav Prášil, Okresní kulturní středisko Liberec 1977
- Naďa Řeháková: Jaroslav Prášil: Grafika, Oblastní galerie Liberec 1985
- Jan Škvára: Jaroslav Prášil: Textilní šperk, grafika, Okresní vlastivědné muzeum, Česká Lípa 1986
- Stanislav Libenský: Jaroslav Prášil: Grafika, šperk, 1990
- Michal Koleček, Stanislava Švábová: Jaroslav Prášil: Šperk, grafika, 1992
- Adriena Šimotová, Michal Koleček: Jaroslav Prášil: Obrazy, šperky, grafiky, Unie výtvarných umělců ústecké oblasti 1999
- Miloš Michálek, Stanislav Brouček: Jaroslav Prášil: Přítomnost paměti, 56 s., SGVU v Litoměřicích, UJEP v Ústí nad Labem 2009, ISBN 978-80-7414-151-5, ISBN 978-80-85090-04-8
- Denisa Bytelová: Jaroslav Prášil: Love, galerie sam83, culture83 2014, ISBN 978-80-87566-13-8

#### Kolektivní
- Fritz Falk, Schmuck ´77 – Tendenzen, Pforzheim 1977
- Antonín Langhamer, Přehlídka tvorby mladých severočeských výtvarných umělců, SČVU, OG Liberec 1981
- Věra Vokáčová, Český šperk 1963–1983, Praha 1983
- Věra Vokáčová, Marián Kvasnička, Súčasný československý umelecký šperk, Trenčín 1983
- Jan Škvára, Václav Šenkýř, Tvorba členů Katedry výtvarné výchovy Pedagogické fakulty v Ústí nad Labem, 1984
- Jan Rous a kol., Sto let českého užitého umění (České užité umění 1885–1985 ze sbírek Uměleckoprůmyslového muzea v Praze k stému výročí založení muzea), 1987
- Jiří Dolejš, 45 let výtvarného umění Severních Čech 1945–1990, Severočeská galerie výtvarného umění v Litoměřicích 1990
- Vladimír Havlík a kol., Prostory časů, Nadace Lidé výtvarnému umění – výtvarné umění lidem, o.p.s., 1995
- Michal Koleček, Okresní formát, Unie výtvarných umělců ústecké oblasti 1997
- Michal Koleček a kol., II. Nový zlínský salon 1999 / II. New Zlin Salon 1999, Státní galerie ve Zlíně 1999, ISBN 80-85052-33-4
- Miroslav Cogan, Vratislav Karel Novák, Kateřina Nováková: Tentokrát 1996, Praha 1999
- Eva Mráziková Husáková, Michal Koleček, Zbyněk Sedláček, Devadesátka pokračuje, Muzeum města Ústí nad Labem 2000, ISBN 80-85097-36-2, ISBN 80-902241-9-9
- Jan Štíbr, Richard Frederick Drury, Poutník, jenž se vrací / The pilgrim who returns (Výstava členů a hostů Výtvarného odboru Umělecké Besedy / An exhibition by members and guests of the Fine Art Section of Umělecká beseda), Severočeská galerie výtvarného umění v Litoměřicích 2000, ISBN 978-80-87784-56-3
- Miroslav Vojtěchovský a kol., Obraz, komunikace, styl, funkce, koncept, Univerzita Jana Evangelisty Purkyně, Fakulta umění a designu 2008, ISBN 978-80-7414-041-9
- Adéla Machová, Materiálový experiment, Společnost Topičova salonu 2016

### Články
- Agneša Schrammová, Umelecké šperky Jablonec ´77, Výtvarný život 4, 1978, s. 19–23
- Stanislav Brouček, Autentické prostředí Jaroslava Prášila, Umění a řemesla 4, 1989, s. 83–84
- Alena Křížová, Vlákno a drát aneb rozmanité podoby textilního šperku, Bulletin Moravské galerie 56, 2000, s. 112–115

### Souborné publikace
- Zdeněk Čubrda, Severočeská grafika, Severočeské nakladatelství 1985
- Jaroslav Brožek, Výtvarné Ústí (Kronika výtvarného života v Ústí nad Labem ve 20. století 1918–1998), Město Ústí nad Labem, 1999
- Oldřich Palata, Stanislav Libenský a jeho škola / and His School / et son école, Popi, s.r.o. 2001, ISBN 80-238-7608-2
- Alena Křížová, Proměny českého šperku na konci 20. století, Academia, Praha 2002, ISBN 80-200-0920-5
- Iva Knobloch Janáková, Radim Vondráček (eds.), Design v českých zemích 1900–2000, UPM, Academia, Praha 2016, ISBN 978-80-200-2612-5 (Acad.), ISBN 978-80-7101-157-6 (UPM)
- Sylva Petrová, České sklo, Vysoká škola uměleckoprůmyslová, Praha 2018, ISBN 978-80-87989-50-0